# Diidrotestosterone
Il diidrotestosterone (DHT) (nome completo: 5α-Diidrotestosterone, abbreviato a 5α-DHT; INN: androstanolone) è un metabolita biologicamente attivo dell'ormone testosterone, formato anzitutto nella prostata, nei testicoli, nei follicoli dei capelli e nelle ghiandole surrenali dall'enzima 5α-reduttasi con riduzione del doppio legame tra il 4° e il 5° atomo di carbonio. Il diidrotestosterone appartiene alla classe di composti denominati androgeni, comunemente detti ormoni androgenici o testoidi. Gli androgeni sono parte della biologia di genere, stimolando e controllando lo sviluppo e il mantenimento delle caratteristiche maschili. Il DHT è ritenuto essere approssimativamente il triplo più potente del testosterone a causa della maggiore affinità coi recettori androgeni.

## Importanza

Testosterone. Notare la differenza maggiore -- il doppio legame in posizione 4,5 sull'anello A.

Il DHT è prodotto dai maschi già nell'utero materno ed è responsabile della formazione dei caratteri di genere maschili. Il DHT contribuisce attivamente anche ad altre caratteristiche generalmente attribuite ai maschi, incluse la crescita dei peli sulla faccia e sul corpo, e della profondità della voce. Il DHT può essere inattivato nel muscolo scheletrico per azione della 3-alfa idrossisteroide deidrogenasi e pertanto non ha effetto significativo sull'ipertrofia muscolare.
L'inibizione eccessiva della 5-alfa-reduttasi di tipo 2 fino a un livello di deficienza di quest'enzima porta a una forma di intersessualità.
Berberina e l'acido monocaffeiltartarico sono composti presenti in natura, efficaci e ben tollerati dall'organismo, in grado di inibire la 5-α reduttasi di tipo 2.

## Patologia
Il DHT è uno dei fattori primari della calvizie nei maschi, in quanto il DHT si lega al bulbo pilifero del capello atrofizzandolo. Le femmine con elevati livelli di DHT possono sviluppare alcuni caratteri sessuali secondari androgeni, incluso un approfondimento della voce e la crescita di peli sulla faccia e sul corpo. Sembra anche che il DHT giochi un ruolo nello sviluppo o nell'evoluzione dell'iperplasia prostatica benigna, o BPH, e del tumore alla prostata, anche se la ragione precisa di ciò è ancora ignota.
Si sa anche che il DHT partecipa allo sviluppo dell'acne.
Nella Repubblica Dominicana e in alcune isole dell'Oceano Pacifico, è molto diffusa una malattia genetica recessiva chiamata pseudoermafroditismo, caratterizzata da inibizione degli effetti del diidrotestosterone, o per mancata sintesi dello stesso (per mutazioni omozigoti nel gene della 5-alfa reduttasi) o per la presenza di mutazioni recettoriali che impediscono il legame di quest'ormone col proprio recettore. Gli individui pseudoermafroditi, hanno di solito pene e testicoli di dimensioni normali (ma a volte sono nettamente più piccoli e meno sviluppati del normale), presentano un abbozzo di vulva, in genere non hanno ginecomastia, ma una forte carenza di caratteri sessuali secondari come barba, peluria corporea e profondità della voce. È tuttavia da sottolineare che gli uomini pseudoermafroditi non sono ermafroditi, ma sono maschi a tutti gli effetti con una sessualità e fertilità normale.

## Trattamento
I farmaci appartenenti al gruppo noto come inibitori della 5-alfa-reduttasi sono usati per i problemi dovuti al DHT. Questo gruppo include la finasteride e dutasteride. Attualmente, l'integrazione di DHT non è usata come trattamento per i deficit di DHT/androgeno.
Trattamenti alternativi per inibire il DHT includono integratori dietetici o preparazioni somministrate topicamente a base di estratti della bacca della serenoa repens. Diversamente dai più conosciuti inibitori della 5-alfa-reduttasi, la serenoa induce i suoi effetti senza interferire con la capacità da parte delle cellule di secernere PSA. 
L'estratto di serenoa è in grado di inibire entrambe le isoforme della 5-alfa-reduttasi, a differenza della finasteride che inibisce solo l'isoenzima (predominante) 2 della 5-alfa-reduttasi.